# Jean-Baptiste van Loo

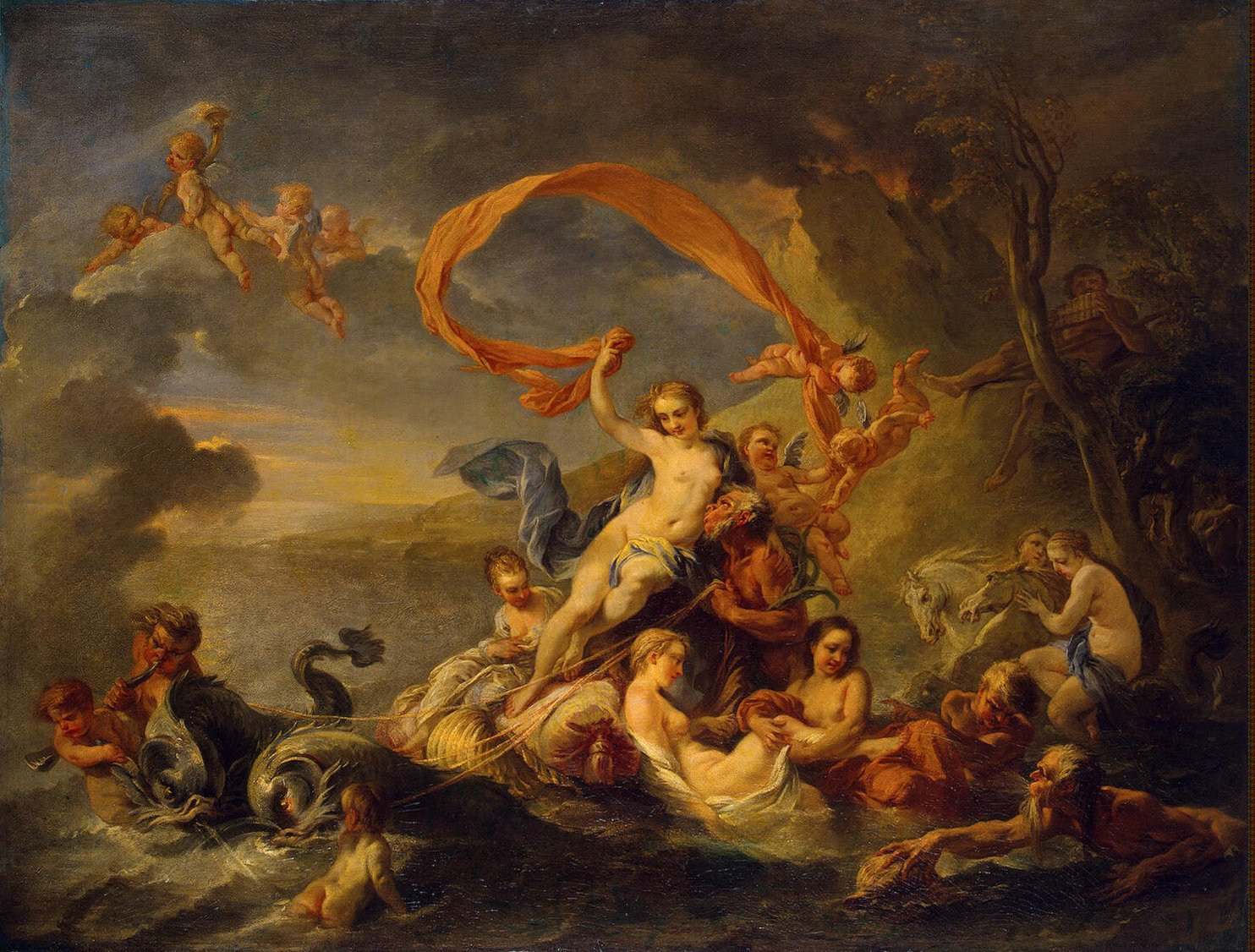
El triomf de Galatea, tela de Jean-Baptiste van Loo.

Jean-Baptiste van Loo (Ais de Provença, 1684-1745) fou un pintor francès.

## Biografia
Va néixer a Ais de Provença, en el si d'una família d'artistes d'origen holandès. Al costat del seu pare, Louis-Abraham van Loo, va realitzar els seus primers treballs destinats principalment a la decoració pictòrica de temples provençans. La seva prompta vàlua li va ser reconeguda pel príncep de Carignan, qui li va enviar a Roma perquè avancés en els seus estudis artístics de la mà de Benedetto Luti.
A Itàlia realitzaria grans obres, com els frescos de Santa Maria de Monticelli, o quadres per a la cort del Duc de Savoia a Torí. Després marxaria a París, on va ser triat membre de la "Académie Royale de Peinture et de Sculpture". A la capital francesa executaria diversos llenços per a retaules i seria l'encarregat de restaurar les obres de Francesco Primaticcio a Fontainebleau. El 1737 marxa a Anglaterra, on desenvolupa definitivament i amb gran èxit la seva faceta de retratista.
La seva sobtada volta a París per motius de salut el 1742, va truncar la seva trajectòria com pintor de l'aristocràcia anglesa, morint el 1745.
Tres dels seus fills van continuar l'ofici patern amb èxit, Louis-Michel van Loo (1707-1771), Charles-Amédée-Philippe van Loo (1719-1795) i François van Loo (1708–1732). Una altra de les seves deixebles seria Françoise Duparc, pintora d'origen francès que el va tenir com mestre durant la seva etapa anglesa.